# رورونوا زورو
رورونوا زورو (باليابانية: ロロノア・ゾロ)، إحدى الشخصيات الأساسية في مانغا ون بيس التي من تاليف إييتشيرو أودا. وهو أول من انضم إلى لوفي، ويعتبر مقاتل طاقم قراصنة قبعة القش. وهو سياف طاقم قبعة القش ويستخدم تقنية الثلاث سيوف التي طورها بنفسه يتمتع بقوة بدنية كبيرة وقدرة هائلة على التحمل

## السيرة الذاتية
- الاسم: رورونوا زورو (مُقتبس من اسم القرصان الفرنسي الشهير فرانسوا لولونييه)
- العمر:
  - 19 عاماً (قبل السنتين)
  - 21 عامًا (بعد السنتين)
- الأسلحة:
  - مُستخدم للهاكي (التسلح + الملاحظة + الملكي)
  - يستخدم أسلوب 3 سيوف في القتال.
- تاريخ الميلاد: 11 نوفمبر
- الطول:
  - 178 سم (قبل السنتين)
  - 181 سم (بعد السنتين)[1][2]
- الطعام المفضل: الأرز الأبيض وسمك ملك البحر والخمر «الساكي»
- المكافأة الموضوعة على رأسه: 1,111,000,000
- الوظيفة في الطاقم: السّياف، العديد من متابعي ون بيس يرونه كمساعد لوفي الأيمن.
- أول ظهور له:
  - المانجا – الفصل الثَّالث
  - الأنمي – الحلقة الثَّانية
- ألقابه:
  - صائد القراصنة (الحكومة العالمية)
  - ماريمو، وتعني رأس الطحلب (سانجي)
  - السيد بوشيدو (فيفي)
  - السيد السياف (نيكو روبين)
- مؤدي الصوت الياباني: 
  - كازويا ناكاي
  - ميجومي أوراوا (زورو الصغير)[3]
- صفاته المميزة: حس المغامرة، القوة، الذكاء في القتال، الشجاعة، اللامبالاة، النوم، فاقد الإحساس بالاتجاهات.

## شخصيته
رورونوا زورو هو أحد الشخصيات البارزة في الأنمي والمانجا الشهيرة "ون بيس"، وعضو رئيسي في طاقم قراصنة قبعة القش تحت قيادة مونكي دي لوفي.
ما يميز زورو عن الآخرين هو قوته الهائلة وقدرته المذهلة على التحمل، حيث يظهر بشكل مستمر وهو يتلقى ضربات مدمرة تكاد تؤدي بحياته، ومع ذلك ينهض كأن شيئاً لم يحدث. يتساءل المتابعون عن سر تحمله الشديد، والذي في بعض الأحيان يفوق تحمل القبطان لوفي نفسه. زورو لم يكتسب قوته من فاكهة الشيطان، على عكس الكثير من الشخصيات القوية في عالم "ون بيس". بل تعود قوته إلى تدريباته الشاقة والجهد المستمر الذي يبذله في تطوير مهاراته القتالية.
ورغم أن زورو يبدو على وجهه علامات الغضب والجدية بشكل دائم، إلا أنه في الحقيقة شخص طيب القلب ويظهر اهتماماً كبيراً بأصدقائه، وغالباً ما يضع حياتهم قبل حياته. وبصفته مساعد القبطان الأيمن، يلعب دورًا أساسيًا في توجيه لوفي وطاقم القراصنة نحو القرارات الصحيحة. زورو يعتمد على العقل والحكمة في اتخاذ القرارات، وغالباً ما يميز الصواب من الخطأ ويقوم بما هو صحيح مهما كان الثمن.

## ماضي رورونوا زورو
رورونوا زورو هو أحد الشخصيات الأساسية في الأنمي والمانغا "ون بيس"، وعضو في طاقم قراصنة قبعة القش. منذ طفولته، لم يُذكر أي شيء عن والديه أو أهله، ما يجعل أغلب الظن أنه يتيم. نقطة التحول الكبيرة في حياته جاءت عندما انضم إلى دوجو وهو في سن التاسعة، بعد تحديه لكوينا، ابنة صاحب الدوجو.
زورو دخل الدوجو بعد أن خسر مبارزته الأولى ضد كوينا، التي كانت أقوى منه على الرغم من صغر سنها وكونها فتاة. على الرغم من أن زورو كان مصمماً على هزيمتها، إلا أنه استمر في خسارة المبارزات أمامها، حتى بلغ عدد خساراته 2001. ومع ذلك، كوينا لم تكن ترى في نفسها الأمل لتصبح أفضل سيافة في العالم بسبب كونها فتاة، الأمر الذي اعتبره زورو عذراً لا يُحتمل، فتعهدا بأن أحدهما سيصبح أقوى سياف في العالم.
لكن الأحداث أخذت منحى مأساوياً عندما توفيت كوينا فجأة بعد حادثة سقوطها من السلالم. زورو شعر بحزن عميق، ورغم عدم بكائه في البداية، إلا أن عزيمته ازدادت ليحقق الحلم الذي كان قد تعاهده مع كوينا. أخذ سيفها من والدها الذي دعمه لتحقيق حلمهما المشترك.
بعد مغادرته الدوجو، بدأ زورو رحلته ليصبح أقوى سياف في العالم. ومع عدم وجود مهارات سوى القتال، اتجه إلى صيد القراصنة للحصول على المكافآت المالية، ليعيش منها ويواصل تدريباته الشاقة في سبيل تحقيق حلمه.

## انضمام زورو إلى الطاقم
رورونوا زورو كان أول من انضم إلى طاقم قراصنة قبعة القش، حيث التقى بلوفي في بداية رحلتهما. في تلك الفترة، كان زورو حبيساً، موثوقاً على خشبة، وعلى وشك الحكم عليه بالإعدام بعد أن تم القبض عليه من قبل البحرية. لوفي، الذي أعجب بقوة وشجاعة زورو، عرض عليه الانضمام إليه ليكون رفيقه في البحر وسياف سفينته.
زورو وافق على الانضمام إلى لوفي، ولكن بشرط واحد: ألا يتعارض لوفي مع حلمه في أن يصبح أعظم سياف في العالم. وإذا خالف لوفي هذا الشرط، فإن زورو قد يضطر إلى قتله. بهذا الشرط، بدأ زورو مغامرته مع طاقم قبعة القش واعتبر لوفي قائده، مع الحفاظ على طموحه الخاص ليصبح أعظم سياف.

## سيوف زورو

### حاليًا
1. وادو إتشيمونجي (الطريق المستقيم إلى الوئام): هذا السيف هو سيف كوينا الذي ورثه زورو ليحقق حلمهما المشترك. يستخدمه زورو في أسلوبه القتالي بوضعه في فمه أثناء المبارزات، وخاصة عند استخدامه تقنية السيف الواحد. أحد أبرز الهجمات التي نفذها بهذا السيف هي "ضربة أغنية الأسد"، والتي هزم بها مستر 1 سيف وادو إيتشيمونجي هو أحد الأسلحة الأسطورية ضمن قائمة الـ21 سيفاً الفاخرة "أووازا-مونو"، وتُقدّر قيمته بأكثر من 50 مليون بيري. حتى **عين الصقر ميهوك** أدرك قيمة هذا السيف، إذ أثناء مبارزته مع زورو، كسر سيفيه الآخرين لكنه أبقى على هذا السيف. كما أُعجبت به **تاشيغي** وأرادت الحصول عليه.
2. سانداي كيتيتسو (قاطع الشياطين الثالث): في الحلقة 49 من ون بيس، حصل زورو على هذا السيف في قرية لوجوي. السيف ينتمي إلى سلسلة من السيوف الأسطورية التي تُعد من أعظم الأعمال الحرفية في تاريخ السيوف، والمعروفة باسم "سايجو أووزا-مونو". عند أول تجربة له، وصف زورو السيف بأنه "متعطش للدماء" و"طفل مشاكس"، حيث كان يقطع دون أوامر. زورو حصل على السيف عندما زار محلًا لشراء كاتانا جديد بعد أن تحطم سيفاه على يد "عين الصقر". البائع تأثر بجرأة زورو عندما اكتشف اللعنة الشريرة المرتبطة بالسيف، فرفض أن يأخذ مالاً لقاءه. زورو، متحديًا اللعنة، ألقى السيف في الهواء ومد ذراعه، قائلاً: "سنرى ما الأقوى، حظي أم لعنة السيف". إذا كانت اللعنة أقوى، فإن السيف سيقطع ذراعه، لكن الحظ كان لصالحه ولم يحدث ذلك. أُعجب البائع بشجاعة زورو، فأهداه أثمن سيف في المحل إلى جانب السيف الملعون، قائلاً: "لقد مضى زمن طويل منذ أن رأيت سيافًا حقيقيًا. يقولون إن الكاتانا تختار صاحبها، أتمنى أن يحالفك الحظ."
3. إنما (قاطع الجحيم): سيف إنما هو أحد السيوف الأسطورية العظيمة من فئة الـ21 "أووازا-مونو"، ويُعد الآن أحد السيوف الثلاثة التي يستخدمها رورونوا زورو. قبل 20 عامًا، كان كوزوكي أودين هو من يستخدم هذا السيف إلى جانب سيفه الآخر أم نو هاباكيري (قاطع السماء)، الذي يُفترض أنه الآن بحوزة ابنه مومونوسكي. يُعتبر إنما السلاح الوحيد المعروف حتى الآن الذي تمكن من جرح كايدو. بعد وفاة أودين، ورثت ابنته كوزوكي هيوري السيف، لكنها أعطته لاحقًا لزورو كتعويض عن عدم استرجاع شوسوي، والذي يُعد كنزًا وطنيًا وملكًا لدولة وانو.

### سابقًا
1. يوباشيري (خطوة الثلج): هذا هو أثمن سيف كان يمتلكه صاحب المحل في قرية لوجتان، والذي أهداه لزورو. يُعتبر السيف أحد الأعمال الخمسين الرائعة المعروفة باسم "ريوو-وازا-مونو 50". وصف زورو السيف في أول تجربة له بأنه خفيف وجيد. فقد زورو هذا السيف في معركة أنيس لوبي، خلال عملية نداء الدمار التي استهدفت القضاء على طاقم قبعات القش. في الحلقة 309، هاجم كابتن قوات البحرية شيو زورو، مُدمرًا سيفه باستخدام قوة فاكهته الشيطانية "سابي سابي نو مي" (الصدأ)، وكاد يقضي على زورو لولا أن أنقذه أوسوب بضربه.
2. شوسوي (الماء الخريفي):كالوادو، يُعتبر هذا السيف أحد إنجازات الحرف اليدوية الأسطورية العظيمة الـ21 المعروفة باسم "أووازا-مونو 21". حصل زورو عليه من الساموراي ريوما بعد أن هزمه. صُمم هذا الكاتانا لزيادة الأضرار على الخصم، وهو ثقيل للغاية، على عكس يوياشيري، حيث وصفه زورو بأنه "مزاجي". وأكد زورو أن أفضل ميزاته هي صلابته، حيث لن ينحني حتى لو داس عليه ديناصور. كما أشار غيكيمارو، جامع الأسلحة، إلى أن السيف اكتسب لونه الأسود من معارك ريوما. وافق زورو على استبداله بسيف (إنما) بناءً على طلب كوزوكي هيوري.

## هجمات زورو القتالية
يلاحظ متابعو أنمي ومانجا "ون بيس" أن معظم أسماء هجمات زورو مستمدة إما من مخلوقات أسطورية أو من أسماء الحيوانات.
ملاحظة: يقول زورو أحيانًا قبل اسم ضربته "إياي"، والتي تعني أنه يستل سيفه ليقطع عدوه ثم يعيد سيفه إلى غمده..
هجمات اللا سيف «أو-توريو» (أي أن زورو يستخدم سيف خصمه ليضربه به)
- تاتسو ماكيي (إعصار التنين):

يمد يديه ويدور حول نفسه ضارباً خصمه.
هجمات تقنية السيف الواحد «إي-توريو»
- «إياي» شي شي-سون سون (أغنية الأسد):

تعتبر هذه الضربة التي يستخدمها زورو لقطع الفولاذ من أبرز تقنيات قتاله. يستل زورو سيفه ليضرب خصمه بقوة وسرعة. اكتشف زورو سر هذه الضربة خلال قتاله ضد مستر 1 عندما كان على حافة الموت. في تلك اللحظة، أدرك أن السيف الحقيقي ليس الذي يقطع كل شيء، بل هو الذي ينفذ أوامر صاحبه. يكمن سر هذه الضربة في فهم زورو أن كل شيء في الوجود يتنفس، حتى الفولاذ. من خلال استماع زورو لصوت الفولاذ ورمق الحياة فيه، تمكن من قطعه.
- سانجو روك باوند هو (مدفع الـ36 رطل):

تُعتبر هذه الضربة أول ضربة مسمية رأيناها من زورو، والتي تُعرف بتقنية "السيف الطائر". في هذه التقنية، تطير قوة ضربة السيف لتضرب الخصم دون أن يمسه السيف فعليًا. اسم هذه الضربة مستمد من الحواس الست (النظر، السمع، الشم، التذوق، اللمس، والتفكير)، حيث تنقسم هذه الحواس إلى الخير، الشر، والحياد، وداخل كل منها توجد مفاهيم الطهارة والفساد، مما ينتج عنه 36 رغبة دنيوية في هذا العالم (6 * 3 * 2 = 36). يُلاحظ أن زورو يعتبر التفكير حاسة.
- شيريو (التنين الطائر):

يركض زورو ثم يقفز ويضرب «تقنية السيف الطائر».
- كايين (اللهب):

يمسك زورو يده اليسرى بيده اليمنى، ثم يضرب خصمه مباشرةً فيخرج لهب من الجرح الذي سببه.
هجمات تقنية السيفين «ني-توريو»
- تاكا نامي (موجة الصقر):

هنا يفرد زورو سيفيه بالعرض، كلٌ على جهته، ويدور حول نفسه ويهجم وهو على هذه الوضعية. قرأت مرة أنها سميت موجة الصقر لأنه حتى لو لم تمس العدو الضربة فإنه يسقط من انبعاثها كما يحصل عندما يهجم الصقر على فريسته، حتى لو أنه لم يمسكها فإنها تسقط من الهواء الذي تحدثه سرعته أو (موجته).
- «إياي» راشومون (بوابة الحياة الأبدية- بوابة مهملة في كيوتو القديمة):

يستل زورو سيفيه ويضعهما خلفه بطريقة متقاطعة ثم يضرب بقوة فتتطاير الضربات نحو خصمه «تقنية السيف الطائر».
- نيجيري-تورو (قطعتين-صعود بناية):

أوَّلاً يمسك سيفيه بمحاذاة بعضهما بالعرض وعلى جهة اليمين ثم عندما يهجم يقفز ويرفع سيفيه.
- أوتورو:

إعادة الضربة السابقة لكنه يهجم نزولاً إلى تحت.
- هيراميكي (الوميض):

نفس الضربات السابقة إلا أنه يسددها إلى الأمام وتخرج الضربة وميضاً أزرق.
- سامون (شكل الرمال):

نفس الضربات السابقة إلا أن زورو يقفز عند تسديدها وتكون بشكل مقوس.
هجمات تقنية الثلاث سيوف «سان-توريو»
- أوني-جيري (قَطعَة الشيطان):

في هذه الضربة يضم زورو يديه ببعضهما وتكون السيوف التي يمسكها ممتدة بالطول بينما الذي في فمه بالعرض، ثم يهجم بسرعة كبيرة وهو على هذه الوضعية. هذه أكثر ضربة يقوم بها زورو.
- ياكي-أوني-جيري (قطعة الشيطان النارية):

مثل الأوني جيري، إلا أن جسم زورو وسيوفه تكون مغطى بالنار.
- تاتسو-ماكيي (إعصار التنين):

هنا يدور زورو حول نفسه ماداً سيوفه كلها بالعرض ويسدد ضربته التي تدور كالإعصار القاطع، قاطعةً كل ما تلمسه. كما أن هذه الضربة يمكنها أن تسدد أي أنها تضرب تصيب الشخص حتى لو لم يمسسه السيف.

## الندوب في جسمه
الجرح الكبير الذي يمتد من أعلى صدر زورو إلى أسفله سببه عين الصقر ميهوك أثناء مبارزتهما في الحلقة 24، وهي الضربة التي أنهت النزال بينهما. ما يميز هذا الجرح هو أنه ناتج عن سيف ميهوك الكبير، الذي يُعتبر من أقوى 12 سيفًا في عالم "ون بيس"، والمعروف بسيف الليل ذو النصل الأسود. عادةً ما لا يستخدم ميهوك هذا السيف إلا مع من يستحق النزال.
كما أن زورو يحمل ندبة على عينه أصيب بها أثناء التدريب خلال فترة تفرق الطاقم. بالإضافة إلى ذلك، لديه ندبتان في قدميه نتيجة محاولتهما قطعها أثناء محاولة مستر 3 تحويله إلى تمثال من الشمع. وتوجد أيضًا ندبات على جسده من تدريباته مع ميهوك قبل السنتين.

## روابط خارجية
- رورونوا زورو على موقع ميوزك برينز (الإنجليزية)